# Schrijfhaak

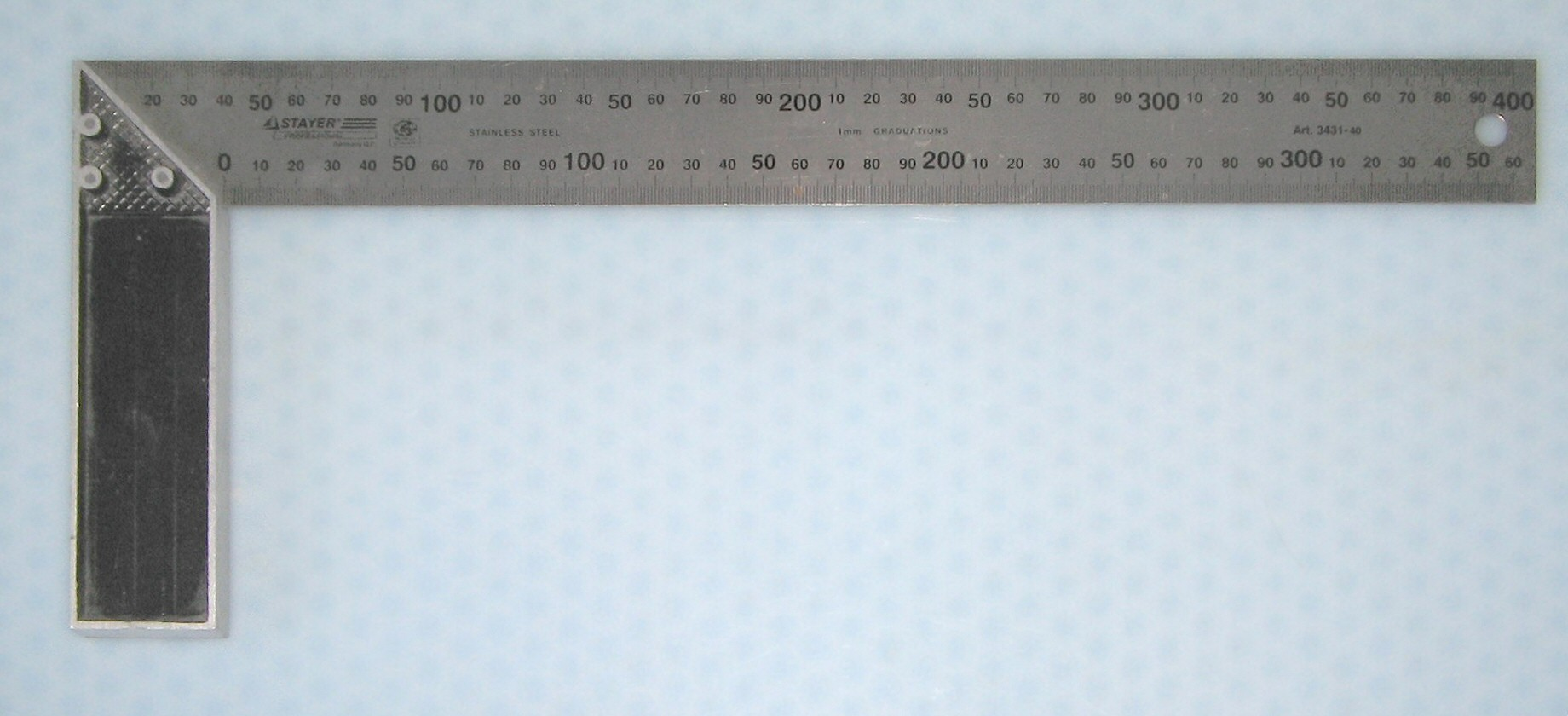
Schrijfhaak

Een schrijfhaak is een stuk handgereedschap en wordt vaak verward met de blokhaak en winkelhaak.
De schrijfhaak bestaat uit een blok en een dunner blad of veer. Beide staan in een vaste hoek van 90 graden haaks ten opzichte van elkaar. De veer is minimaal twee keer zo lang als het blok en is voorzien van een maatverdeling,  vaak in mm of cm. Met een schrijfhaak kan een haakse hoek worden afgetekend, of een bestaande hoek op haaksheid gecontroleerd worden. Meestal is het blok op het punt van bevestiging met het blad afgeschuind onder een hoek van 45 graden zodat er ook onder verstek kan worden afgetekend. Doorgaans is de schrijfhaak uitgevoerd in metaal.

## Variabele hoeken
Een schrijfhaak voor variabele hoeken heet een zweihaak of zwaaihaak.